# Quil

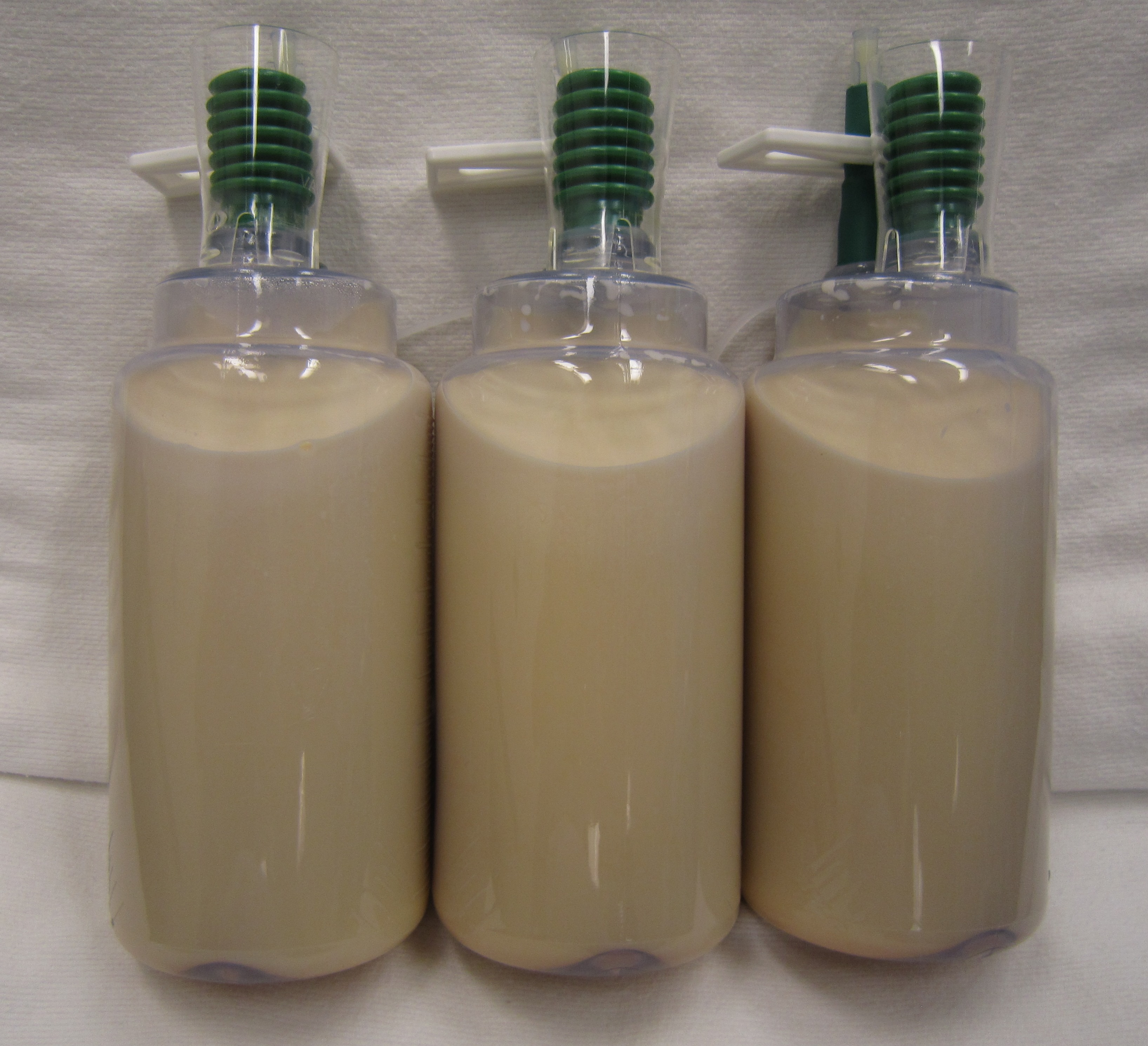
Quil

El quil (del grec chylos, que significa suc) és un líquid corporal d'aspecte lletós que consisteix en limfa i àcids grassos emulsionats o lliures (AGL). Es forma a l'intestí prim durant la digestió d'aliments grassos i és captada pels vasos limfàtics. La baixa pressió relativa dels vasos limfàtics permet que grans molècules d'àcids grassos es puguin dissoldre, mentre que la major pressió en les venes només permet que els productes més petits de la digestió, com aminoàcids i sucres puguin circular a la sang directament.

## Patologia
Una fístula de quil és una pèrdua de líquid limfàtic en els vasos limfàtics. En general s'acumulen a les cavitats toràcica i abdominal, que pot donar lloc a una quilotòrax o bé a una ascites quilosa, respectivament.
El tractament d'una fístula de quil es basa en la lligadura del conducte. Això es deu al fet que la reparació directa és impracticable a causa de l'extrema fragilitat del conducte toràcic.
Un tractament alternatiu és l'ús per via subcutània del fàrmac octreotide (un anàleg sintètic de la somatostatina). Això pot conduir a la resolució completa de la producció de quil i evita la necessitat de cirurgia.